# Jens Koustrup
Jens Koustrup, Jens Kostroup (ur. 1728, zm. 19 stycznia 1815 w Gdańsku) – duński kupiec, urzędnik konsularny i dyplomata.
Z pochodzenia kupiec i hurtownik z Kopenhagi. Długoletni pracownik duńskiej służby zagranicznej w której pełnił m.in. funkcję konsula Danii w Sztokholmie (1760-1763), konsula w Fezie (1767-1771) i negocjatora układu pokojowego ze stroną marokańską (1767) oraz rezydenta i konsula w Gdańsku (1781-1809). Rezydentura skończyła się 25 października 1793, z chwilą włączenia Gdańska do państwa pruskiego. Ponownie pełnił tę funkcję w Gdańsku w 1809 po powstaniu pierwszego Wolnego Miasta Gdańska. Współzałożyciel firmy handlu drewnem i zbożem Koustrup und Fromm w Gdańsku (-1809).